# 1653 na música

## Nascimentos
| Data            | Nome              | Profissão               | Nacionalidade | Observações | Ref |
| --------------- | ----------------- | ----------------------- | ------------- | ----------- | --- |
| 17 de Fevereiro | Arcangelo Corelli | violinista e compositor | Itália        | m. 1713     |     |
| 1 de Setembro   | Johann Pachelbel  | músico e compositor     | Alemanha      | m. 1706     |     |

## Mortes
| Data | Nome | Profissão | Nacionalidade | Observações | Ref |
| ---- | ---- | --------- | ------------- | ----------- | --- |